# Blankensee (See bei Lübeck)
Der Blankensee ist ein See, der je zur Hälfte auf dem Gebiet der Hansestadt Lübeck und der Gemeinde Groß Sarau liegt. Er ist Bestandteil des Naturschutzgebietes Grönauer Heide, Grönauer Moor und Blankensee.

## Geographie
Der See liegt östlich des gleichnamigen Lübecker Ortsteils Blankensee, Stadtteil Lübeck-St. Jürgen, und südlich des Verkehrsflughafens Lübeck-Blankensee auf einer Höhe von 9,9 m über Normalnull und hat eine Größe von 22,5 Hektar. Der Flachsee hat eine mittlere Tiefe von nur 1,63 m bei einer maximalen Tiefe von 2,7 Metern. Er gilt als einer der wenigen kalkarmen Seen Schleswig-Holsteins. Im Natura-2000-Gebiet „Grönauer Heide, Grönauer Moor und Blankensee“ liegend, ist er dem FFH-Lebensraumtyp 3130 „Oligo- bis mesotrophes stehendes Gewässer mit Vegetation der Littorelletea uniflorae und/oder der Isoeto-Nanojuncetea“ zugeordnet. Zulauf im Westen und Ablauf im Osten erfolgen über den Blankenseebach, der über die Grönau in die Wakenitz mündet. In den Uferbereichen finden sich überwiegend schmale Schilfgürtel, Feuchtwälder, Erlenbrüche, ein Erlenwald und Grünländer. Im Westen befindet sich ein vergleichsweise artenreicher Bruchwald.

## Geschichte

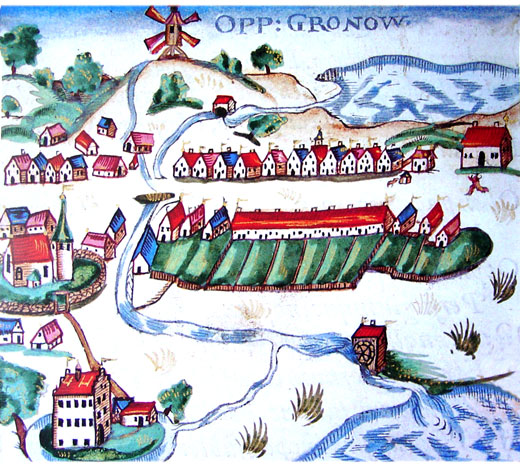
Mühlen zur Wassernutzung des Blankensees 1590

Im Jahr 1300 erwarb das Lübecker St.-Johannis-Kloster die Hälfte des Dorfes Blankensee von dem Lübecker Ratsherrn Gottfried von Cremon und 1360 auch die Hälfte des Sees. Im Vergleich über die Möllner Pertinenzien erhielt die Stadt Lübeck 1749 die territoriale Hoheit über diesen Besitz bestätigt, was zur bis heute bestehenden Grenzziehung zwischen Lübeck und dem heutigen Kreis Herzogtum Lauenburg in der Mitte des Sees führte. Die südliche Hälfte des Sees gehörte hoheitlich zum Bereich des Adligen Gutes Tüschenbek. Am Ostufer, auf Hornstorfer Gebiet, befand sich früher die Krugwirtschaft Seekrug, am Südufer die Tüschenbeker Mühle, eine Windmühle. An beide erinnern heute Straßennamen. Zusätzlich befand sich am Abfluss des Sees noch eine Wassermühle als Papiermühle. Eine weitere Wassermühle befand sich in Groß Grönau kurz vor der Mündung der Grönau in die Wakenitz. Das Gefälle vom Blankensee zur Wakenitz beträgt etwa sechs Meter.
Im 20. Jahrhundert war die Umgebung des Sees geprägt von der Entwicklung des Flughafens einerseits und dem zunächst damit verbundenen Kasernengelände mit zugehörigen Standortübungsplatz andererseits. Nach 1945 diente die Kaserne der Unterbringung von Flüchtlingen. Die 1960 wieder aufgenommene militärische Nutzung als Hanseaten-Kaserne endete 1993.
Seit Januar 2010 ist der Unternehmer Winfried Stöcker (Euroimmun) Eigentümer von 90 Prozent des Sees, der an sein Unternehmensgelände angrenzt. Die restlichen 10 Prozent sind Eigentum der Hansestadt Lübeck.

## Zustand und Nutzung
Ursprünglich war der Blankensee ein nährstoffärmerer See mit sandigem Untergrund. Bei der Ausweisung des Naturschutzgebietes 2006 wurde der See jedoch in einem hypertrophen Zustand vorgefunden, wozu neben der Landwirtschaft auch die Einleitung von Flugzeugenteisungsrückständen des Flughafens beigetragen hatte. Die Bewertung des FFH-Lebensraumtyps ergab einen schlechten Erhaltungszustand (Erhaltungszustand C). Bereits nach dem Zweiten Weltkrieg wurde die Verschmutzung des Sees, damals durch die Abwässer eines Notaufnahmelagers für Flüchtlinge, hervorgerufen.
2009 wurde erfolgreich eine Phosphat-Fällung durchgeführt, die die Wasserqualität verbesserte. Dennoch war er noch 2012 weiterhin als stärker gestörtes Gewässer einzustufen.
Bis Ende 2007 war der Blankensee, dessen Fischreichtum bekannt war, an einen Sportfischerverein verpachtet. Hervorgehoben wird ein Wels von 13 Pfund, der Anfang des 20. Jahrhunderts im See geangelt wurde. Durch die Lage im Naturschutzgebiet unterliegt die Nutzung des Sees heute starken Beschränkungen. In den 1920er Jahren kamen in der Fauna des Blankensees die Große Teichmuschel, die Malermuschel und die Große Flussmuschel vor. Hinsichtlich der Flora der Umgebung des Sees und des anschließenden Moores wurde im gleichen Zusammenhang ein erheblicher Rückgang seltener Arten notiert.